# Éric Werner
Pour les articles homonymes, voir Werner.
 (avril 2022).
Éric Werner, né en 1940, est un philosophe et essayiste suisse.

## Biographie
Diplômé de l'Institut d'études politiques de Paris, docteur ès lettres, il est professeur de philosophie politique à l'Université de Genève.
Il écrit plusieurs essais, notamment sur le système politique contemporain et la religion. Ce chrétien revendiqué, d'origine protestante, se convertit à un moment au catholicisme, avant de s'en éloigner. Il est très proche de la Nouvelle Droite d'Alain de Benoist, pourtant connue pour ses positions néopaïennes. Outre sa collaboration avec diverses revues (Conflits actuels, Catholica, etc.), Éric Werner donne des articles à Éléments, pour présenter la pensée des grands philosophes du passé, ainsi qu'à Krisis. Chroniqueur régulier à l'Antipresse (antipresse.net). Rédige depuis 2006 L'Avant-Blog : chronique de la modernité tardive (blogger.com).
Durant les années 90, il est député au Grand Conseil du canton de Vaud.
En 1999, il signe pour s'opposer à l'intervention militaire de l'OTAN en Serbie la pétition « Les Européens veulent la paix », lancée par le collectif « Non à la guerre ».
Il s'intègre à l'opposition à la politique anti-Covid-19.

## Philosophie
La philosophie d'Eric Werner est influencée par Nicolas Machiavel, Carl von Clausewitz, Raymond Aron, Carl Schmitt, Hannah Arendt, Ernst Nolte, Alexandre Zinoviev et René Girard.

### Thèses
- Si vous ne connaissez pas le sujet, laissez ce bandeau (vous pouvez alors contacter les auteurs).
- Si vous supprimez le contenu mis en cause (vous pouvez préalablement contacter les auteurs),

argumentez précisément cette suppression dans la page de discussion
(un manque de référence n'est pas un argument ; une recherche réelle de référence doit avoir été effectuée, être formellement documentée).

#### Droit international
Pour Werner, les guerres se justifient pour l'essentiel par des motifs territoriaux ou économiques, le droit et la morale servant le plus souvent d'écran de propagande, comme on l'a vu récemment en Irak, en Bosnie et au Kosovo. En apparence, ces guerres ont été menées comme des actions de police internationale pour le respect du droit, mais on s'est très vite rendu compte que cette image ne correspondait guère à la réalité. Il faut reconnaître en contrepartie que les États dits « traditionnels » sont aujourd'hui largement sur le déclin. Théoriquement ils restent seuls sujets du droit international, autrement dit souverains, mais cette souveraineté tend aujourd'hui à n'avoir plus qu'un caractère résiduel. Ce lent déclin remonte à la guerre de 14, mais il s'est accéléré encore ces dernières décennies, en particulier avec la mondialisation. Cela se traduit par exemple par le fait que les États sont souvent aujourd'hui conduits à agir contre leurs propres ressortissants, avec à la clé un retournement de la dualité ami-ennemi, l'ami d'hier devant l'ennemi d'aujourd'hui et réciproquement.

#### Attente d'une guerre
Pour Werner, l'horizon de la politique n'est plus tant aujourd'hui la guerre interétatique qu'intraétatique. C'est le thème de l'avant-guerre civile, qu'il développe dans le livre qui porte ce titre. On est en attente d'une guerre qui se déclenchera ou ne se déclenchera pas mais qui rétroagit sur la période qui la précède en lui donnant le caractère d'un état de « ni paix ni guerre ». Le thème de l'avant-guerre civile s'articule étroitement sur celui de l'après-démocratie. On est dans un entre-deux marqué par une ambiguïté généralisée.

### Analyses
« Libéral sincère au départ de son aventure intellectuelle » (Slobodan Despot), il a été conduit au fil des ans à adopter un point de vue de plus en plus critique sur le système démocratique-libéral, allant jusqu'à remettre en cause la validité de l'opposition, chère aux auteurs conservateurs-libéraux du milieu du XXe siècle, entre démocratie et totalitarisme. Pour lui cette opposition doit pour le moins être relativisée. Sur ce plan-là comme sur d'autres, il récuse la pensée dichotomique.
Il s'est par ailleurs intéressé à certains phénomènes contemporains comme l'immigration extra-européenne de masse (mais pas seulement), en les interprétant comme le produit, en partie, d'une volonté politique consciente de la part des dirigeants occidentaux pour (en application de la maxime: diviser pour régner) dissoudre le lien social et le sentiment communautaire existant, au travers d'un redécoupage de la société en groupes hétéroclites, segmentés et rivaux, se neutralisant par là même mutuellement. Le corps social se verrait ainsi réduit à l'impuissance et dans l'incapacité, en particulier, de résister aux dirigeants, dans leurs efforts pour se soustraire à toute remise en cause de leur pouvoir et de leurs privilèges. L'accroissement de la criminalité (qu'ils feignent de combattre mais le plus souvent, en réalité, se bornent à réguler, quand ils ne l'encouragent pas activement) et corrélativement du sentiment d'insécurité les aiderait par ailleurs à se relégitimer eux-mêmes aux yeux des populations en endossant un rôle fictif de protecteur, tout en leur servant de prétexte pour étendre indéfiniment le contrôle social (vidéo-surveillance, espionnage électronique, papiers biométriques, etc.), et multiplier les législations répressives et/ou intrusives. Le résultat en serait la transformation progressive du régime occidental en une nouvelle espèce de totalitarisme, les formes démocratiques se voyant de plus en plus réduites à un rôle de façade. Ces thèses sont surtout développées dans L'Avant-guerre civile, L'Après-démocratie (2001), et plus récemment dans un article de la revue Krisis (2011).
Dans un autre de ses ouvrages, La Maison de servitude (2006), il s'est interrogé sur le christianisme dans ses rapports avec la modernité, défendant l'idée selon laquelle la modernité serait un produit de la liberté chrétienne, celle-ci, de son côté, étant redevable à la modernité de l'avoir aidée à s'affranchir du double carcan clérical et théologique. S'inspirant de Dostoïevski, il développe par ailleurs l'idée selon laquelle le monde serait aujourd'hui le théâtre d'un affrontement entre la modernité chrétienne, d'une part, et l'ensemble des forces liées au Grand Inquisiteur, en ses différentes expressions ou figures contemporaines, de l'autre.

## Œuvres
- De la violence au totalitarisme, essai sur la pensée de Camus et de Sartre, Paris, Calmann-Lévy, coll. « Liberté de l'Esprit », 1972, 264 p., traduction en coréen, 2012.
- Mystique et politique : études de philosophie politique, Lausanne et Paris, L'Âge d'Homme, coll. « Mobiles », 1979, 136 p.,  (ISBN 978-2825131855).
- Jan Marejko et Éric Werner, De la misère intellectuelle et morale en Suisse romande (nouvelle édition, avec une postface d'Éric Werner), Lausanne et Paris, L'Âge d'Homme, 1981, 210 p.
- Le Système de trahison, Lausanne et Paris, L'Âge d'Homme, 1986, 88 p.,  (ISBN 978-2825131862).
- Ne dites surtout pas que je doute, on finirait par le croire : à propos de l'« affaire Paschoud », Lausanne, Thaël, 1988, 97 p.
- De l'extermination, Lausanne, Thaël, 1993, 124 p.; rééd. Xenia, 2013, 213 p., Postface de Slobodan Despot,  (ISBN 978-2-88892-171-4).
- Montaigne stratège, Lausanne et Paris, L'Âge d'Homme, coll. « Mobiles politiques », 1996, 87 p.,  (ISBN 2-8251-0730-1).
- L'Avant-guerre civile, Lausanne et Paris, L'Âge d'Homme, coll. « Mobiles politiques », 1999, 117 p.,  (ISBN 2-8251-1196-1) ; traduction en italien, 2004 ; rééd. Xenia, coll. « Le chaînon manquant », 2015, 217 p., Postface de Slobodan Despot,  (ISBN 978-2-88892-192-9).
- L'Après-démocratie, Lausanne et Paris, L'Âge d'Homme, coll. « Mobiles politiques », 2001, 158 p.,  (ISBN 2-8251-1484-7).
- La Maison de servitude : Réplique au Grand Inquisiteur, Vevey, éditions Xenia, 2006, 187 p.  (ISBN 978-2888920090).
- Ne vous approchez pas des fenêtres : Indiscrétions sur la nature réelle du régime, Vevey, Xenia, 2008, 140 p.  (ISBN 978-2888920526).
- Portrait d’Eric, Vevey, Xenia, 2010, 140 p.  (ISBN 978-2888920984).
- « Jusqu'où ne pas aller trop loin : sur l'avant-guerre civile », in Krisis, numéro 35, mai 2011, pp. 68-78.
- Douze voyants, Les penseurs de la liberté, Vevey, Xenia, 2011, 217 p.,  (ISBN 978-2-88892-115-8).
- Les Lieux du cœur : Un pasteur genevois sur les pas de Jean-Jacques Rousseau, Vevey, Xenia, 2011, 109 p.,  (ISBN 978-2888921431).
- « Rousseau philosophe », in Yves Bordet (dir.), Une heure avec Rousseau, Vevey, Xenia, 2012, 72 p.,  (ISBN 978-2888921424), pp. 12-17.
- Le Début de la fin & autres causeries crépusculaires, Vevey, Xenia, 2012,107 p.  (ISBN 978-2888921578).
- Une heure avec Proust, Sion, Xenia, 2013, 72 p.  (ISBN 978-2888921776).
- Le Temps d'Antigone, Sion, Xenia, 2015, 155 p.  (ISBN 978-2-88892-196-7).
- Un air de guerre, Sion, Xenia, 2016, 94 p.  (ISBN 978-2-88892-206-3).
- Portrait du père : un pasteur genevois dans son siècle, Sion, Xenia, 2017, 143 p.  (ISBN 978-2-88892-205-6).
- Légitimité de l'autodéfense : Quand peut-on prendre les armes ?, Sion, Xenia, 2019, 109 p.  (ISBN 978-2-888922216)
- Prendre le maquis avec Ernst Jünger: La liberté à l'ère de l'Etat total, La Nouvelle Librairie, 2023, 111 p.  (ISBN 978-2-493898-93-7).
- Entretien sur la liberté à l'ère de l'Etat total, propos recueillis par François Bousquet, La Nouvelle Ecole, Numéro 74, Année 2025, pp. 171-196.
- "De quels pouvoirs l'individu dispose-t-il encore?", Constructif, mars 2025, pp. 31-33.